# II-divisioona 2020
La II-divisioona 2020 è la 27ª edizione del campionato di football americano di terzo livello, organizzato dalla SAJL.

## Squadre partecipanti
| Club                       | Città        | Stadio | Sponsor ufficiale | Risultato nella stagione 2019 |
| -------------------------- | ------------ | ------ | ----------------- | ----------------------------- |
| Helsinki Wolverines Blue   | Helsinki     |        |                   |                               |
| Hyvinkää Falcons           | Hyvinkää     |        |                   |                               |
| Jyväskylä Jaguars          | Jyväskylä    |        |                   |                               |
| Kuopio Steelers Veljmiehet | Kuopio       |        |                   |                               |
| Kuusankoski Cowboys        | Kuusankoski  |        |                   |                               |
| Lahti Panthers             | Lahti        |        |                   |                               |
| Lappeenranta Razorbacks    | Lappeenranta |        |                   |                               |
| Oulu Northern Lights       | Oulu         |        |                   |                               |
| Pirkkala Spartans          | Pirkkala     |        |                   |                               |
| Vantaan TAFT               | Vantaa       |        |                   |                               |

## Stagione regolare

### Calendario

#### 1ª giornata
| Oulu 18 luglio 2020, ore 13:00 | Oulu Northern Lights | 45 – 13 | Jyväskylä Jaguars | Castrenin urheilukeskus |

| Hyvinkää 18 luglio 2020, ore 13:30 | Hyvinkää Falcons | 19 – 16 | Kuusankoski Cowboys | Urheilupuisto |

| Kuopio 18 luglio 2020, ore 15:00 | Kuopio Steelers Veljmiehet | 13 – 34 | Pirkkala Spartans | Väinölänniemi |

| Helsinki 19 luglio 2020, ore 15:30 | Helsinki Wolverines Blue | 32 – 6 | Vantaan TAFT | Brahen kenttä |

#### 2ª giornata
| Jyväskylä 11 agosto 2020, ore 17:15 | Jyväskylä Jaguars | 28 – 6 | Lahti Panthers | Viitaniemen kenttä |

| Hyvinkää 25 luglio 2020, ore 13:30 | Hyvinkää Falcons | 46 – 0 | Lappeenranta Razorbacks | Urheilupuisto |

| Sarkola 25 luglio 2020, ore 14:00 | Kuusankoski Cowboys | 0 – 19 | Helsinki Wolverines Blue |  |

| Kuopio 26 luglio 2020, ore 15:00 | Kuopio Steelers Veljmiehet | 12 – 81 | Oulu Northern Lights | Rauhalahti |

#### 3ª giornata
| Lappeenranta 1º agosto 2020 | Lappeenranta Razorbacks | - – - () | Kuusankoski Cowboys | Lauritsalan kenttä |

| Oulu 1º agosto 2020, ore 13:00 | Oulu Northern Lights | 76 – 0 | Lahti Panthers | Castrenin urheilukeskus |

| Pirkkala 1º agosto 2020, ore 18:00 | Pirkkala Spartans | 24 – 6 | Jyväskylä Jaguars | Pirkkalan keskuskenttä |

| Vantaa 2 agosto 2020, ore 15:00 | Vantaan TAFT | 0 – 22 | Hyvinkää Falcons | Tikkurilan urheilupuisto |

#### 4ª giornata
| Hyvinkää 6 agosto 2020, ore 18:00 | Hyvinkää Falcons | 6 – 27 | Helsinki Wolverines Blue | Urheilupuisto |

| Vantaa 8 agosto 2020, ore 11:00 | Vantaan TAFT | 39 – 6 | Lappeenranta Razorbacks | Tikkurilan urheilupuisto |

| Heinola 8 agosto 2020, ore 15:00 | Lahti Panthers | 24 – 13 | Kuopio Steelers Veljmiehet | Heinolan urheilupuisto |

| Pirkkala 8 agosto 2020, ore 18:00 | Pirkkala Spartans | 21 – 9 | Oulu Northern Lights | Pirkkalan keskuskenttä |

#### 5ª giornata
| Sarkola 15 agosto 2020, ore 14:00 | Kuusankoski Cowboys | 8 – 24 | Vantaan TAFT |  |

| Jyväskylä 15 agosto 2020, ore 16:30 | Jyväskylä Jaguars | 66 – 0 | Kuopio Steelers Veljmiehet | Viitaniemen kenttä |

| Lahti 16 agosto 2020, ore 13:00 | Lahti Panthers | 0 – 61 | Pirkkala Spartans | Lahden kisapuisto |

| Helsinki 16 agosto 2020, ore 15:30 | Helsinki Wolverines Blue | 37 – 0 | Lappeenranta Razorbacks | Brahenkenttä |

### Classifiche
Le classifiche della regular season sono le seguenti:
- PCT = percentuale di vittorie, G = partite giocate, V = partite vinte,  P = partite perse, PF = punti fatti, PS = punti subiti

#### Girone 1
| Pos. | Squadra                    | PCT   | G | V | N | P | PF  | PS  |
| ---- | -------------------------- | ----- | - | - | - | - | --- | --- |
| 1    | Pirkkala Spartans          | 1.000 | 4 | 4 | 0 | 0 | 140 | 28  |
| 2    | Oulu Northern Lights       | .750  | 4 | 3 | 0 | 1 | 211 | 46  |
| 3    | Jyväskylä Jaguars          | .500  | 4 | 2 | 0 | 2 | 113 | 75  |
| 4    | Lahti Panthers             | .250  | 4 | 1 | 0 | 3 | 30  | 178 |
| 5    | Kuopio Steelers Veljmiehet | .000  | 4 | 0 | 0 | 4 | 38  | 205 |

#### Girone 2
| Pos. | Squadra                  | PCT   | G | V | N | P | PF  | PS  |
| ---- | ------------------------ | ----- | - | - | - | - | --- | --- |
| 1    | Helsinki Wolverines Blue | 1.000 | 4 | 4 | 0 | 0 | 115 | 12  |
| 2    | Hyvinkää Falcons         | .750  | 4 | 3 | 0 | 1 | 93  | 43  |
| 3    | Vantaan TAFT             | .500  | 4 | 2 | 0 | 2 | 69  | 68  |
| 4    | Kuusankoski Cowboys      | .000  | 3 | 0 | 0 | 3 | 24  | 62  |
| 5    | Lappeenranta Razorbacks  | .000  | 3 | 0 | 0 | 3 | 6   | 122 |

## Playoff

### Tabellone
|  | Semifinali | Semifinali               | Semifinali |                          |     | X Rautamalja      | X Rautamalja | X Rautamalja |  |
|  |            |                          |            |                          |     |                   |              |              |  |
|  | 1-1        | Pirkkala Spartans        | 24         |                          |     |                   |              |              |  |
|  | 1-1        | Pirkkala Spartans        | 24         |                          |     |                   |              |              |  |
|  | 2-2        | Hyvinkää Falcons         | 20         |                          |     |                   |              |              |  |
|  | 2-2        | Hyvinkää Falcons         | 20         |                          | 1-1 | Pirkkala Spartans | 21           |              |  |
|  |            |                          |            |                          | 1-1 | Pirkkala Spartans | 21           |              |  |
|  |            |                          | 2-1        | Helsinki Wolverines Blue | 13  |                   |              |              |  |
|  | 2-1        | Helsinki Wolverines Blue | 2-1        | Helsinki Wolverines Blue | 13  | 21                |              |              |  |
|  | 2-1        | Helsinki Wolverines Blue |            |                          |     |                   |              |              |  |
|  | 1-2        | Oulu Northern Lights     | 17         |                          |     |                   |              |              |  |

### Semifinali
| Pirkkala 22 agosto 2020, ore 18:00 | Pirkkala Spartans | 24 – 20 | Hyvinkää Falcons | Keskuskenttä |

| Helsinki 23 agosto 2020, ore 15:00 | Helsinki Wolverines Blue | 21 – 17 | Oulu Northern Lights | Brahenkenttä |

### X Rautamalja
| Pirkkala 29 agosto 2020, ore 17:00 | Pirkkala Spartans | 21 – 13 | Helsinki Wolverines Blue | Keskuskenttä |

## Verdetti
- Pirkkala Spartans Vincitori del Rautamalja 2020